# NGC 5803
NGC 5803 је елиптична галаксија у сазвежђу Вага која се налази на NGC листи објеката дубоког неба.
Деклинација објекта је - 13° 53' 38" а ректасцензија 15h 0m 34,4s. Привидна величина (магнитуда) објекта NGC 5803 износи 14,8 а фотографска магнитуда 15,8. NGC 5803 је још познат и под ознакама NPM1G -13.0470, PGC 53609.